# De la Gardie
De la Gardie är en släkt av fransk härkomst, vilken givit upphov till flera adelsätter i Sverige och Estland. För närvarande kvarlever en grevlig ätt med detta namn i Sverige.

## Historik
Ätterna De la Gardie härstammar från en fransk borgarsläkt som på oklara grunder tillskrivits adlig status. En del av släkten var dock möjligen lokal lantadel; om det råder delade meningar i forskningen. Enligt Elgenstiernas ättertavlor hette släkten ursprungligen d'Escouperie och leds tillbaka till en Robert d'Escouperie, vilken skall ha levt under 1300-talets senare del och vars son Étienne skulle ha blivit ägare till en egendom benämnd La Gardie Modernare utgåvor av Adelskalendern säger dock att den äldste kände stamfadern är en köpman Jacques Scoperier (död 1565) i Languedoc.
Jacques Scoperiers son Ponce (1520–1585) kom samma år som fadern dog i svensk tjänst och blev hovmästare hos drottning Katarina Jagellonica. Han antog i Sverige namnet Pontus De la Gardie, upphöjdes till svensk friherre den 27 juli 1571 och avancerade i sinom tid till generalfältherre och riksråd. I sitt äktenskap med Sofia Gyllenhielm, en illegitim dotter till Johan III, fick han dottern Brita (gift med riksrådet Jesper Mattson Krus) samt sönerna Johan (1582–1640) och Jakob (1583–1652). Under dessas tid introducerades ätten på Riddarhuset 1625 som friherrlig ätt nummer 4. Då hade den yngste sonen Jakob De la Gardie dock redan upphöjts i grevligt stånd den 10 maj 1615 och introducerades därför i stället som nummer 3 bland grevar. Den friherrliga ätten utgick redan 1640 på svärdssidan med brodern Johan och på spinnsidan 1680 med dennes döttrar Beata (gift med Lennart Torstenson) och Catharina (gift med Fredrik Stenbock).
En sonsons sonson till Jakob De la Gardie, ryttmästaren Magnus Jakob (1753–1802), bosatte sig från 1779 i Estland. Hans son, Carl Magnus (1788–1856), immatrikulerades 1827 på Estlands riddarhus och utnämndes 1852 till rysk greve, men slöt själv sin ätt på svärdssidan. Han hade dock innan dess adopterat sin systerson, general Pontus Alexander Ludvig von Brevern, vilken av tsaren fick tillstånd att antaga namnet von Brevern De la Gardie.. En annan gren av ätten erhöll 1806 introduktion på Riddarhuset för Pommern och Rügen i Greifswald.
Nuvarande (2012) huvudman för ätten De la Gardie i Sverige är greve Carl-Gustaf De la Gardie (född 1946) i Linköping. Dennes gren av ätten ägde fram till 1960 Sörby säteri i Örtomta socken i Östergötland.[källa behövs]

## Personer ur ätterna (urval)

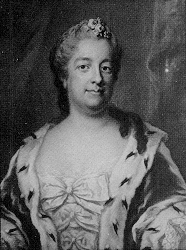
Eva De la Gardie.

- Pontus De la Gardie (Pontus De la Gardie d.ä.) (1520–1585), från Frankrike, tillfångatagen i Varberg och stannade sedan här. Blev friherre till Ekholmens slott i Veckholms socken i Uppland 1571. När han drunknade i floden Narva 1585 var han ståthållare i Estland och Ingermanland, kommissarie vid fredsförhandlingarna med Ryssland och sedan någon tid även riksråd. 
  - Brita De la Gardie (Pontusdotter) (1581–1645), gift med Jesper Mattson Cruus af Edeby och Gabriel Gustafsson Oxenstierna
  - Johan Pontusson De la Gardie (1582–1642), riksråd. Friherrliga grenen slocknar med honom.
  - Jakob Pontusson De la Gardie (1583–1652), riksmarsk, greve 1615, gift med Ebba Magnusdotter Brahe (1596–1674)
    - Magnus Gabriel De la Gardie (1622–1686), rikskansler, gift med Maria Eufrosyne av Pfalz (1625-1687)
      - Gustaf Adolf De la Gardie (1647–1695), riksråd
      - Catharina Charlotta De la Gardie (1655–1697), gift med Otto Wilhelm Königsmarck (1639–1688)
      - Hedvig Ebba De la Gardie (1657–1700), gift med Carl Gustaf Oxenstierna (Eriksson) (1656–1686)

    - Maria Sophia De la Gardie (1627–1694), företagare, gift med Gustaf Oxenstierna (Gabrielsson) (1613–1648)
    - Jakob Kasimir De la Gardie (1629–1658), gift med Ebba Sparre
    - Pontus Fredrik De la Gardie (Pontus De la Gardie d.y.) (1630–1692), general, riksråd, gift med Beata Elisabet von Königsmark (1640–1723)
      - Ebba Maria De la Gardie (1657–1697), författare.
      - Johanna Eleonora De la Gardie (1661–1708), hovfröken hos drottning Ulrika.

    - Christina Catharina De la Gardie (1632–1704), gift med Gustaf Otto Stenbock (Gustavsson) (1614–1685)
    - Johan Karl De la Gardie (1634–)
    - Axel Julius De la Gardie (1637–1710), riksråd, gift med Juliana Forbus, dotter till Arvid Forbus
      - Adam Carl De la Gardie (1668–1721), general, gift med Anna Juliana Horn af Kanckas
        - Ebba Margareta De la Gardie, gift med Fredrik Magnus Stenbock,

      - Magnus Julius De la Gardie (1674–1741), riksråd, gift med Hedvig Catharina Lillie
        - Brita Sophia De la Gardie (1713–1797), amatörskådespelare, kulturpersonlighet
        - Eva De la Gardie (1724–1786), vetenskapskvinna, gift med Claes Claesson Ekeblad
        - Ulrik Gustaf De la Gardie (1727–1809), landshövding
        - Carl Julius De la Gardie (1729–1786), överadjutant
        - Hedvig Catharina De la Gardie (1732–1800)
        - Pontus Fredrik De la Gardie (1726–1791), generallöjtnant, en av rikets herrar, gift med Catharina Charlotta Taube
          - Jacob De la Gardie (1768–1842), en av rikets herrar, gift med Christina Sparre
            - Gustaf Adolf Fredrik De la Gardie (1800–1833), gift med Mariana von Saltza

          - Axel Gabriel De la Gardie (1772–1838), landshövding
            - Pontus Henrik De la Gardie (1805–1880), godsägare
              - Magnus De la Gardie (1839–1905), landshövding
              - Johan De la Gardie (politiker) (1851–1895), politiker

            - Robert De la Gardie (1823–1916), landshövding, andra kammarens talman
              - Robert De la Gardie (1858–1937), landshövding

            - Ebba De la Gardie (1867–1928), Sveriges första societetsreporter

## Fastigheter
- De la Gardieska palatset
- Norska Ministerhotellet (De la Gardieska huset)
- Wredeska palatset (De la Gardieska huset)
- Ekholmens slott
- Svanå bruk
- Karlbergs slott
- Venngarn
- Läckö slott
- Mariedals slott
- Jacobsdal (Ulriksdals slott)
- Kägleholm i Väringen
- Höjentorp
- Arensburg på Ösel
- Silvåkra gård